# Переулок Макаренко (Санкт-Петербург)
Переу́лок Мака́ренко — переулок в Адмиралтейском районе Санкт-Петербурга. Проходит от Садовой улицы до набережной реки Фонтанки.
Первоначально носил два параллельных названия — Наличная улица (1789—1828) и Перевозная улица (1776—1822). Затем более ста лет (с 1836 года) назывался Усачёв переулок. Своё современное название получил 15 декабря 1952 года в память о знаменитом советском педагоге Антоне Семёновиче Макаренко.

## Архитектура
Застройка переулка, в основном, представляет собой доходные дома (для сдачи в аренду) конца XIX — начала XX века:
- Дом 2 (угол с Садовой, 66) — доходный дом. Перестройка и расширение 1882—1883 года — А. В. Иванов.
- Дом 5 — Доходный дом, 1904 — архитекторы В. Н. Бобров, А. М. Шарлов.
- Дом 12 / набережная Крюкова канала, 29 — комплекс зданий Усачёвских торговых бань А. Я. Шагина. Построен в 1882—1883 годах по проекту А. А. Ковшарова. Позже — расширено.
- Дом 13 — здесь в 1887 году архитектор М. М. Лаговский возвёл трёхэтажный доходный дом для купца Серебрякова. Позже здание было надстроено.

В одном из зданий по переулку в годы революции находился Профсоюз работников по металлу.